# Cerovec pri Črešnjevcu
Cerovec pri Črešnjevcu – wieś w Słowenii, w gminie Semič. W 2018 roku liczyła 60 mieszkańców.